# Октябрь (Ставропольский край)
Октя́брь — хутор в Грачёвском районе (муниципальном округе) Ставропольского края России.

## География
Расположен в 65 км к югу от краевого центра и в 38 км к юго-востоку от районного центра.

## История
На 1 марта 1966 года хутор в административном отношении подчинялся Сергиевскому сельсовету Александровского района Ставропольского края:8.
На 1 января 1983 года Сергиевский сельсовет числился в составе Грачёвского района, его территория включала 2 населённых пункта: село Сергиевское (центр) и хутор Октябрь:12.
До 16 марта 2020 года хутор Октябрь входил в упразднённый Сергиевский сельсовет.

## Население
| 1989 | 2002 | 2010 | 2014 |
| ---- | ---- | ---- | ---- |
| 730  | ↗763 | ↘662 | ↗700 |

По данным переписи 2002 года в национальной структуре населения преобладают русские (79 %).

## Инфраструктура
- Средняя общеобразовательная школа № 10.
- Фельдшерско-акушерский пункт[11]
- У северной окраины расположено общественное открытое кладбище площадью 3800 м²[12].
- Уличная сеть насчитывает 10 улиц[13].

## Экономика
- СПК «Чкаловский» (ликвидирован в начале 2000-х годов).

## Археология
В 2014 году житель хутора Виктор Алексеевич Головинов обнаружил поблизости от своего дома скелет ископаемого кита-цетотерия. Возраст вымершего млекопитающего составил около 12 млн лет. Оно было обитателем Сарматского моря, занимавшего территорию современного Кавказа и в частности Ставропольского края. В настоящее время скелет этого кита экспонируется в Ставропольском государственном краеведческом музее.